# راتبور (مکلنبورگ-فورپومرن)
راتبور (به آلمانی: Rathebur) یک منطقهٔ مسکونی در آلمان است که در دوخروو واقع شده‌است. راتبور ۱۶۴ نفر جمعیت دارد.